# 白石もも
白石 もも（しらいし もも、2002年11月26日 - ）は、日本のAV女優。ACT ENTERTAINMENT所属。なお、宇宙企画からAVデビューした1987年生まれの白石ももとは別人。

## 略歴
2023年、ムーディーズからAVデビュー。デビュー作は同年12月25日週、2024年1月1日週FANZAレンタルフロアランキングと2週連続で1位を記録した。
以降は月最大15本ペースで撮影をこなし、無記名で素人として出演している作品を含めると2025年6月までにリリース100本を達成。その多くは学生役で、デビューするまでは年齢より上に見られることが多かったこともあり、成人してからこんなにJK役をするとは思わなかったという。

## 人物
- デビュー当初は犯される側の役柄が多かったが、演技面の評価とともに痴女役が増えている[1]。痴女を演じる際には事務所の先輩である「木下ひまりちゃんを憑依させている」感覚で演じているという[1]。
- 事務所の先輩にあたる新ありなに憧れを抱きAV女優を目指す[1]。
- 一人っ子。人懐っこく話をすると止まらないタイプだが、暗そうにしている役回りが多いため、役柄のイメージで実際に会うと驚かれることが多いという[1]。
- デビュー時は胸のサイズがBだったが、仕事で揉まれることで2025年6月時点ではCカップ[1]。
- AVライターの芝田カズは「つつましやかなお嬢様的ルックス」とスレンダー美尻を評価。同じくAVライターのくろがね阿礼は、ルックスと反するワイルドなテクニックが持ち味と論じ、絶頂時の叫び「好き好き好きー!」は代名詞になっていると解説した[4]。

## 作品

### アダルトビデオ
- 透明美肌にキュン キャンキャン感じて敏感イッちゃう理系お嬢様AV DEBUT 白石もも（9月5日、ムーディーズ）
- 友達には言えない秘密の放課後 仄暗いヤリ部屋で欲にまみれた変態おじさんとオトナぶる危険な猥褻性交 白石もも（10月3日、kawaii）
- まだまだ新人 裕福な家庭で育った理系お嬢様 はじめてのラブホではじめての中出しセックス 白石もも（10月17日、本中）
- 中出しするだけの簡単なお仕事 モデル級超絶美脚女子大生 もも 20歳 白石もも（12月5日、パコパコ団とゆかいな仲間たち/妄想族）

- 【4K】「制服・下着・全裸」でおもてなし またがりオマ○コ航空 圧巻総勢11名＋特別講師1名による2023年度新人CA大型研修編 総尺165分収録6セクションの集団おま〇こキャビンレッスン（1月25日、SODクリエイト）
- 女子大生のいやらしい営み 白石もも（1月9日、オーロラプロジェクト・アネックス）
- 「ダメ！ダメ！ダメですぅ！」限界絶頂回数到達！ 淫乱絶頂指導 肉欲の休日出勤！ ツンデレ淫乱ドM！ 若手女子事務員 白石もも（21）（2月13日、オーロラプロジェクト・アネックス）
- 「変態なんですね…」美少女J●が淫語連発！！ 羞恥と快楽でM男責め！！ 3（2月23日、DOC）
- ヤンキー女学生を調教肉人形に堕とす 私は下卑た輩達の慰み物にされました... 白石もも（2月27日、オーロラプロジェクト・アネックス）
- ロングスカート内クンニで発情した母親が即ハメ要求してくる激イキ中出し相姦 白石もも（3月12日、VENUS）
- 【4K】酔ったらまさかの痴女ビッチ…ガールズバー店員は杭打ち騎乗位がお好き 白石もも（3月9日、クリスタル映像）
- 【4K】推しのガールズバー店員を酔わせてお持ち帰りアフターFUCK 朝までオールナイトエンドレスSEX 白石もも（3月12日、クリスタル映像）
- いちゃラブ密着特濃せっくちゅ 憧れの白石ももを独占した一夜。（3月4日、桃太郎映像出版）
- 【VR】敏感イキまくり！これからこの制服女子とSEXします！ 圧倒的透明感…お願いなんでも聞いてくれる年下スレンダー彼女と自宅で中出しエッチ！ 白石もも（3月16日、CRYSTAL VR）
- 悪徳ペアルームNTRエステ すぐ横に彼氏がいるのに…ゲス施術師に敏感すぎる
- 乳首をこねくり回され何度も何度も声我慢チクイキを繰り返したワタシ… 白石もも（3月19日、ムーディーズ）
- 痴●集団に完堕ちした通学中の女子校生 白石もも（3月22日、TMA）
- 【VR】ローション引っ越しセンターVR ドジっ子バイトちゃんが僕のローションぶちまけて新居ぬるぬる…ミスを見逃す代わりに* トロトロ風俗ごっこ 佐藤しお、白石もも（3月27日、kawaii）
- ゴミ部屋の濃厚オヤジに乳首ビンビン乳揉まれ涎ベロキス絶倫ピストンで中出し20発された制服娘 白石もも（4月2日、ムーディーズ）
- となりの美人局奥さん 白石もも（3月31日、マザー）
- 【VR】毎日欲しがる後輩が僕のチ●ポを狙い撃ち！！ 白石もも（3月31日、TMA）
- 美人母娘、イタダキマス。数十年前に孕ませた女とその娘に会いに来ました。 AIKA 白石もも（4月9日、ダスッ！）
- ナースコールを押せば速攻チ〇ポをしゃぶりに来てくれる即尺フェラナース！ 彼女はボクのオチ〇ポ好き好き舐めたい病！しかもかなりの重症 白石もも（4月16日、エムズビデオグループ）
- 「もう射精してるってばぁ」顔射後も敏感チ●ポ超吸引「先生大好き！」こねくりフェラで生徒に20発ぶっこ抜かれた担任教師の僕 白石もも（4月16日、ムーディーズ）
- バイト先で働く美しい人妻を家に連れ込み中出しセックス 白石もも（4月23日、VENUS）
- パパの精子で育った純朴可憐な愛娘の、濃厚ごっくん記録。 白石もも（4月23日、ダスッ！）
- 両親が再婚して日焼け跡が残る水泳部の元カノが義妹になった。白石もも（4月26日、TMA）
- パパ！アタシのこと好き？秘密の密着SEX！！透明美肌にピンク色マ○コ もも 白石もも（4月27日、INITIUM）
- 舐めしゃぶり訪問看護師の唾液だらだらご奉仕変態性交 白石もも（5月7日、BeFree）
- 僕のことが好きすぎて隣室にまで引っ越してきたメンヘラデカ尻愛人に10種の鬼焦らしフェラテクでおあずけ射精中毒にされ喉奥ごっくん管理された。 白石もも（5月7日、ルナティックス）
- 母親の再婚相手のオジサンに毎日レ●プされています。 白石もも（5月7日、アタッカーズ）
- 月に一度の危険日に生でセックスしまくる 014 もも 白石もも（5月7日、deep/妄想族）
- 【※尊厳破壊※】変質者の自宅に監禁された現役音大生が性処理道具として輪●でイカされまくった結果… 白石もも（5月7日、グローリークエスト）
- 白石ももにおまかせあれ お悩みなんでも相談室「チェリー大学生の場合」（5月5日、プラネットプラス）
- 団地ふたりぼっち 姉すみれちゃん 妹ももちゃん パパとママがいない夜に…（5月21日、たんぽぽ/妄想族）
- 無茶振り！イタズラ！初々しい新人女ADに撮影現場の洗礼！ 監督の立場を利用して激ピスSEXに持ち込んだら自ら腰をクネクネ振ってイキまくっちゃう！～もも編～（5月23日、サディヴィレナウ！）
- 「先生、セックスを教えて（ハート）」 教え子の淫らな誘惑に狂わされて性欲が尽きるまでハメまくった担任のボク 白石もも（5月28日、ロイヤル）
- 男嫌いなスレンダー美乳の連れ子に媚薬を●ませて一週間。子宮が疼き、理性を失った娘は、嫌がりながらも俺の巨根を求めるようになった。 白石もも（5月28日、ダスッ！）
- 親友の彼女を無理やり●して生ハメ調●。最後は自ら中出し懇願でSEXの快感分からせ生中NTR 白石もも（5月25日、HubX）
- 今度の愛人はわたしの接吻を独占したがる 白石もも（6月7日、ワープエンタテインメント）
- 【VR】【8K超・超高画質VR】【制服・チャイナ服・逆ナース・チアガール】神コスプレ専門リフレ！ 笑顔が可愛すぎるルーズソックスJ〇が媚薬で発情しまくり痙攣アクメ連発！肉棒挿入するとガンギマリで腰を振りまくり孕ませオネダリしてくるので子宮口に子種を流し… 白石もも（5月31日、こあらVR）
- 通り魔レ●プ 拉致監禁された女子大生。記録映像流出。 白石もも（6月4日、アタッカーズ）
- 羞恥！新任女教師が学習教材にされる男子校の性教育 生徒の目の前で無遠慮な指が膣に挿入される！プライドは崩壊するが、子宮の奥から愛液があふれ出る14（7月11日、サディスティックヴィレッジ）
- ごく普通のOLを突然さらってSEX奴●にする！5 白石もも（6月11日、セレブの友）
- 菜々 生意気女子パパ活媚薬調教（6月10日、素人ギャラリー）※菜々名義
- 絶倫義父に何度もイカされ中出しを許してしまったご無沙汰敏感妻 白石もも（6月18日、KSB企画/エマニエル）
- 羞恥！新任女教師が学習教材にされる男子校の性教育生徒の目の前で無遠慮な指が膣に挿入される！プライドは崩壊するが子宮の奥から愛液があふれ出る 白石もも編（6月17日、サディヴィレナウ！）
- 膣イキ絶頂を知った妹は、性欲を抑えられず、ロングスカートの中で即生ハメ要求してきた。 白石もも（6月25日、ロイヤル）
- ノーカット一本勝負！演技なし！台本なし！『ARINOMAMA』東雲怜弥×白石もも（6月22日、ARINOMAMA）
- 脅迫されても心が折れないいつも強気な高飛車女は、弱味につけこむ男のチ●ポでさえ睨みつけながら咥える 白石もも（7月5日、ドリームチケット）
- 【VR】顔面特化VR ～清楚に見えて実はヤリマンだった～ 白石もも（6月28日、ケイ・エム・プロデュース）
- 卒業までの一ヵ月、色白美尻をねっとり羞恥愛撫で堕としたオヤジ教師の媚薬痴●。 白石もも（7月9日、ダスッ！）
- 【VR】天井特化アングルVR ～スキだらけの後輩ちゃん～ 白石もも（7月12日、ケイ・エム・プロデュース）
- 盗撮、家宅侵入、眠っている少女に覆いかぶさって…。 睡眠学習。中出しで快感を植え付けられ続けた少女のカラダは…。 白石もも（7月16日、無垢）
- 兄嫁とキスだけの関係…のはずが互いに我慢できずに唾液を濃厚に絡ませ、何度も何度も隠れて種付け性交を繰り返した。 白石もも（7月23日、ロイヤル）
- おねがい！おしゃガール Vol.2 白石もも（7月23日、ケー・トライブ）
- 【VR】親が帰るまで【75分前…】制服彼女と自宅駐車場で汗だくになりながら早漏痙攣桃色ま〇こに連続中出し＆一撃顔射した* 密室車内SEX 白石もも（7月24日、こあらVR）
- 放課後美少女H 美白乳女学生もも 白石もも（8月13日、オーロラプロジェクト・アネックス）
- 媚薬オイルで乳首をこねくり回すチクイキ絶頂バストアップ専門サロン 白石もも（8月27日、ロイヤル）
- 【VR】【8K】世間知らずの年下お嬢様に目を付けられちゃったボク…誘拐されて甘サド監禁婚 サドられまくり、こねられまくりの快楽堕ち上流SEX 白石もも（8月26日、SODクリエイト）
- 清楚に見えて、感じると腰が動いちゃう！禁断のエロ尻美人 白石もも（9月3日、S-Cute）
- おとなしい奥さんが寝取られて痴女化しました 白石もも（8月31日、マザー）
- 派遣マッサージ師にきわどい秘部を触られすぎて、快楽に耐え切れず寝取られました。 白石もも（9月10日、ダスッ！）
- ウツ勃起する免許合宿。最終日の夜…酔いから覚めたボクが見たのは、親友達の中出し乱交パーティでした…。 春陽モカ 白石もも（10月1日、ムーディーズ）
- 【AKNRフェティシズム】 完全着衣 光沢レオタード＆パンスト君を見つめ合いながらヌイてあげるね 白石もも（10月10日、アキノリ）
- 僕たちは、あの子の黒スト脚をやめられない。白石もも（10月15日、MEGAMI）
- 純粋な優等生は不良ギャルとのエビ反りキメセクでレズ堕ちしました。 白石もも 百永さりな（10月22日、ダスッ！）
- ＃オナホ女子 2 白石もも（10月22日、ケー・トライブ）
- 実写版 生徒会長は真性露出狂 白石もも（11月5日、山と空/妄想族）
- エロメイド養成学園 ご奉仕またがり学部ねっちょりベロキス騎乗位中出し学科（11月19日、ムーディーズ）
- 僕の姉は地味で控えめですが、眼鏡を外すと、絶世の美女で我慢できず迫ったら素股からの生挿入で初中出しをさせてくれました。 白石もも（11月26日、ロイヤル）[4]
- 輪●計画 就活中の大学生編 白石もも（12月3日、アタッカーズ）
- 練馬区。1DK。駅から徒歩10分。大学2回生、生意気な後輩を自室で理解らせ。 白石もも（12月10日、ROOKIE）
- 雨に打たれながら練習する女子陸上部員の濡れ髪透け乳に勃起を隠せずどしゃ降りのグラウンドでずぶ濡れハメしまくった雨続きの夏合宿 白石もも（12月10日、アリスJAPAN）
- 生意気メスガキ幼馴染みにクソ雑魚マゾだと見抜かれてわからせられる逆アナル 白石もも（12月17日、M男パラダイス）
- 【VR】【8K】ボクをイジメているアイツの彼女にチ●コをブチ込み墜とします…見せつけ寝取り復讐SEX 白石もも（12月16日、SODクリエイト）
- 姉妹丼になっちゃいましたが、僕何かやっちゃいましたか？ 未練残して彼女と別れて、元カノそっくりな子と付き合ったら、たまたま妹で、それを見た姉は嫉妬に狂って濃厚孕ませ姉妹丼。先に妊娠したら結婚できる編。（12月24日、Hunter）[1]
- 黒パンスト痴女のW淫語責め 木下ひまり/白石もも（12月24日、グローリークエスト）

- デリヘル呼んだら妹が来た！結果、お店に内緒で中出し本番セックスする事になる 11（1月5日、グレイズ）
- このあと…わたし、門限までセックスした…●学生もも 白石もも（2月5日、グレイズ）
- 【VR】4人でクラスの男子全員卒業させました 鈴音まゆ 白石もも 久和原せいら 北岡果林（2月5日、本中）
- 【VR】スベスベ美脚×プリプリ桃尻×ムレムレおま●こ 魅惑の艶ムレ黒タイツで圧迫挟射ロック 都月るいさ 木下ひまり 白石もも（kawaii、2月14日）
- ずっと離さないでね。オナホな無感情幼馴染と純愛に堕ちるまで 俺の幼馴染はヤりたいときにいつでもヤれる生肉オナホ。無感情だけどマ〇コの具合は最高級！ 白石もも（2月18日、無垢）
- どちらが娘になるか競い合え。高慢叔父に引き取られた清楚スレンダー姉妹の肉棒奪い合い性奉仕 北岡果林 白石もも（2月25日、ダスッ！）
- 痴女ハーレム聖水泳部 スレンダー同級生＆巨乳先輩の体液と快楽に溺れる最幸学園生活 白石もも 美園和花 弥生みづき 沙月恵奈（2月25日、Hunter）
- 淫魔一族立派な淫魔になる為にサキュバス姉と毎晩精飲鍛錬（4月10日、サディスティックヴィレッジ）
- 【VR】男子禁制シェアハウスで彼女との密会がバレて…肉食スレンダーお姉さんに性感帯ぜ～んぶ同時責めイッてもイッても追撃ピストンで連続6回イカされたハーレムお仕置き逆4P 都月るいさ 木下ひまり 白石もも（3月15日、kawaii）
- 【VR】白石もも 猛接近限界着エロVR 可愛さ最強！爆萌え学園コスと 小悪魔的な言葉責めで焦らしまくる スーパー寸止めオナニーコントロール！（3月28日、ハンラシン）
- 【VR】「ギリギリ着エロVR 露出狂の女」超ド変態萌娘。美女体を晒して濡れて貪りついてやりたい放題。 白石もも（4月11日、ハンラシン）
- 白石ももで、ヌキまくりの497分！（4月22日、オーロラプロジェクト・アネックス）
- 実は（偽）母のレズ性癖に狂わされ堕ちた私。大量唾液に溺れ・イキ悶え大絶頂を繰り返す絶倫永久機関。 友田彩也香 白石もも（5月13日、ビビアン）[5]
- オレ（義父）好みの膣に育てて犯る…。発育J系を中出しし続けた生マ〇コ調教記録。 白石もも（5月20日、ムーディーズ）[1]
- 淫魔一族 立派な淫魔になる為にサキュバス姉と毎晩精飲修行 白石もも（5月23日、サディヴィレナウ！）
- DAS1 GIRLS MEMORIES 白石もも PREMIUM BEST（5月27日、ダスッ！）
- 時代はルッキズムより勃起ズム！イケメン貧弱ペニスより何度でも射精OKギンギン絶倫棒を囲んで挟んでヤりたい放題！SEX狂い女子○生ハーレム（5月27日、Hunter）
- 変質者のヤリ部屋に監禁されてセックス漬けの毎日…快楽堕ちしてオチ〇ポ中毒女になりました（6月10日、グローリークエスト）
- 精液ごっくん清掃員。断れない性格の私は、仕事場で何人ものチ〇ポをしゃぶらされ、精液を飲まされています…。 白石もも（6月24日、レアルワークス）
- 一人旅で狙われた乳房 レズビアンいいなり温泉旅行 西尾まりな 木下ひまり 白石もも（8月12日、ビビアン）

### イメージビデオ
- Momo Fun fun summer tour・白石もも（2024年3月7日、REbecca）[6]
- 濡れてもも姫 白石もも（2024年4月12日、メディアブランド）
- 放課後の時間割 白石もも（2024年7月20日、grace）